# جزیره امان
جزیره امان (انگلیسی: Aman Island) یک جزیره بسیار کوچک است که در ناحیه سبرانگ پرای جنوبی، ایالت پنانگ، مالزی، دور از ساحل سبرانگ پرای واقع شده است.
این جزیره که به «جزیره صلح» معروف است، سرای یک دهکدهٔ قدیمی مالایی است. مکان‌های جذاب در جزیره امان شامل جالان تلاگا آماس، باتو پرومپاک و جزیره گدونگ در نزدیکی آن می‌باشد.
یک زمانی، جزیره امان و جزیره گدونگ در تملک آقای محمد سعد و برادر بزرگترش قرار داشت. آقای محمد سعد در سن ۹۹ سالگی درگذشت.